# Lepidisis simplex
Lepidisis simplex is een zachte koraalsoort uit de familie Isididae. De koraalsoort komt uit het geslacht Lepidisis. Lepidisis simplex werd in 1883 voor het eerst wetenschappelijk beschreven door Verrill. 